# 大秦景教流行中国碑
大秦景教流行中国碑是一座记述景教在唐代流传情况的石碑，现藏于西安碑林博物馆，是中国首批禁止出国（境）展览文物之一。
丹麥探險家傅里茨·何乐模（Frits Holm）认为，大秦景教流行中国碑是了解古代中国与其他文化的交流中极为重要的石碑，当与罗塞塔石碑、米沙石碑、阿兹特克太阳历石並列世界四大代表性碑刻。

## 历史
唐太宗貞觀九年（635年），大秦国有大德阿罗本带经书來到长安，由宰臣房玄龄迎接，获唐太宗李世民接见，准其传教，贞观十二年秋（638年）为其在长安建大秦寺。自635年开始，景教在中国顺利发展了150年，与祆教及摩尼教并称“唐代三夷教”。
此碑于唐德宗建中二年太蔟月七日（781年2月4日）由波斯传教士伊斯（Yazdhozid）建立于大秦寺的院中。碑文是朝议郎前行台州司参军吕秀岩根据唐贞观年间大秦寺僧景净的述文书写并题额。碑身高197厘米，下有龟座，全高279厘米，碑身上宽92.5厘米，下宽102厘米，正面刻着“大秦景教流行中国碑”及颂文，上有楷书三十二行，行书六十二字，共1780个汉字和数百个叙利亚文。
唐武宗会昌年间推行一系列毁佛政策，会昌五年（845年）三月，敕令不许天下寺院建置庄园，又令勘检所有寺院及其所属僧尼、财产之数。四月，下敕灭佛，殃及景教。此碑被埋入地下。
明熹宗天启三年（1623年）出土，当时不少西方传教士得知后，争相拓片，把碑文拓片译成拉丁文寄往欧洲本国。当地人怕此碑被他们盗走，秘密地把碑抬到附近的金胜寺内，竖起来交寺僧保管。
清文宗咸丰九年（1859年）武林韩泰华重造碑亭，但不久因战乱碑寺被焚毁，碑石暴呈荒郊。西方一些学者主张将此重要的景教文物运往欧洲保管。1891年欧洲某公使馆请求总理衙门设法保护大秦景教流行中国碑，总理衙门汇出100两银子，但到陕西时只剩下5两，只能草草搭一小蓬遮盖。

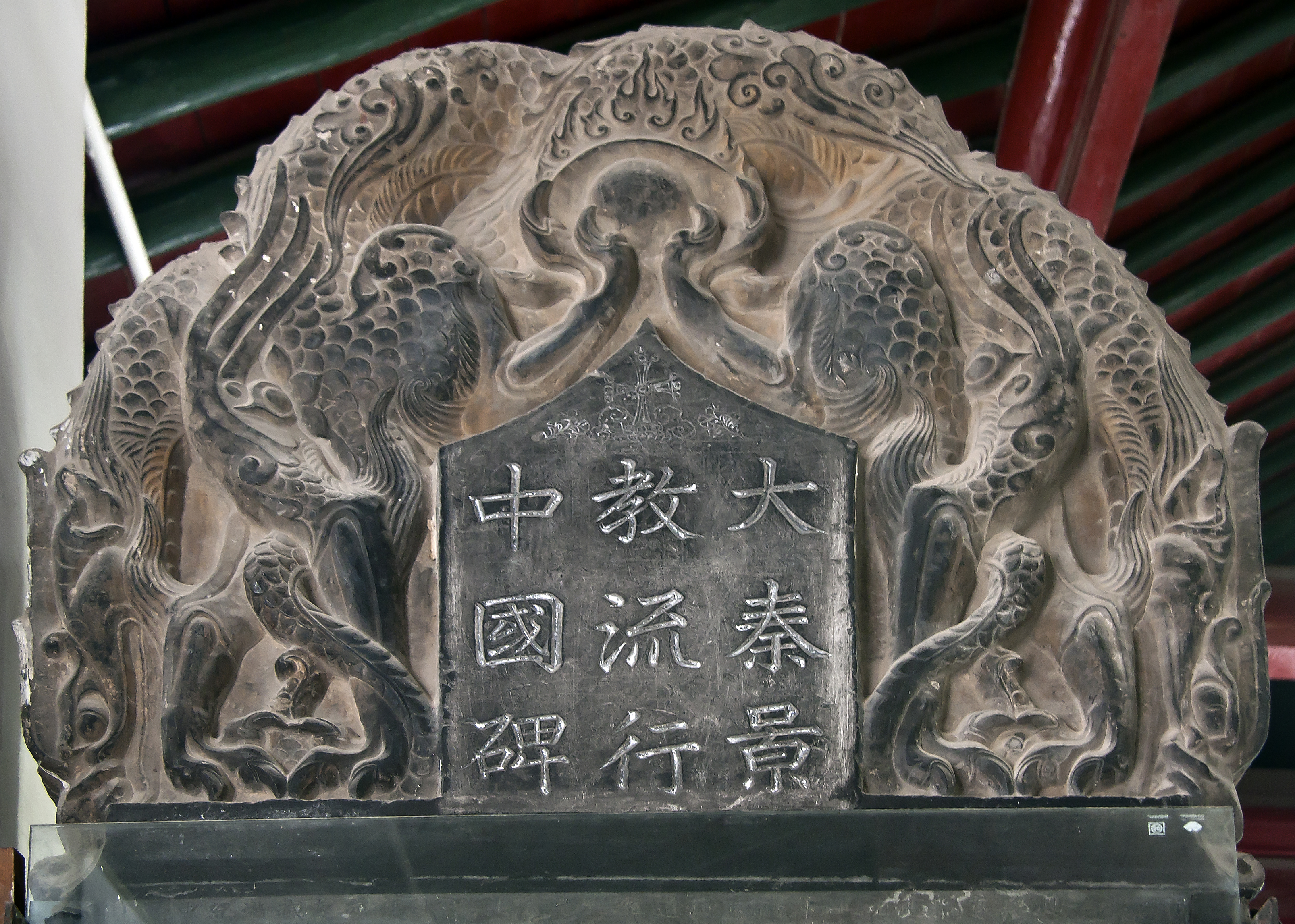
現在位於西安碑林中的景教碑（顶部）

20世纪初，丹麦人傅里茨·何乐模出三千金买下此碑，准备运往伦敦。方药雨透露与罗振玉，罗氏立刻转告时任学部尚书荣协揆，乃通令陕西巡抚曹鸿勋制止此事。陕西巡抚派陕西学堂教务长王献君与何乐模协商，最后何乐模同意废除购买合同，但何乐模获准复制一个大小相同的碑模带回伦敦。复制的大秦景教流行中国碑模版，十分逼真，几可乱真。1907年陕西巡抚将《大秦景教流行中国碑》入藏西安碑林（现西安碑林博物馆）安置。傅里茨·何乐模回伦敦后又依照大秦景教流行中国碑模版，复制了一批，分派各国大学和朝鲜金刚山长安寺。其中一复制模版現展於美國華盛頓特區喬治城大學文化交流中心地下室。此外，中国陕西省周至县大秦寺，日本和歌山县高野山、京都大学综合博物馆和爱知县春日井市日本景教研究会总部，羅馬耶穌會宗座額我略大學和廣州基督教天河堂也有复制品。

## 石碑内容

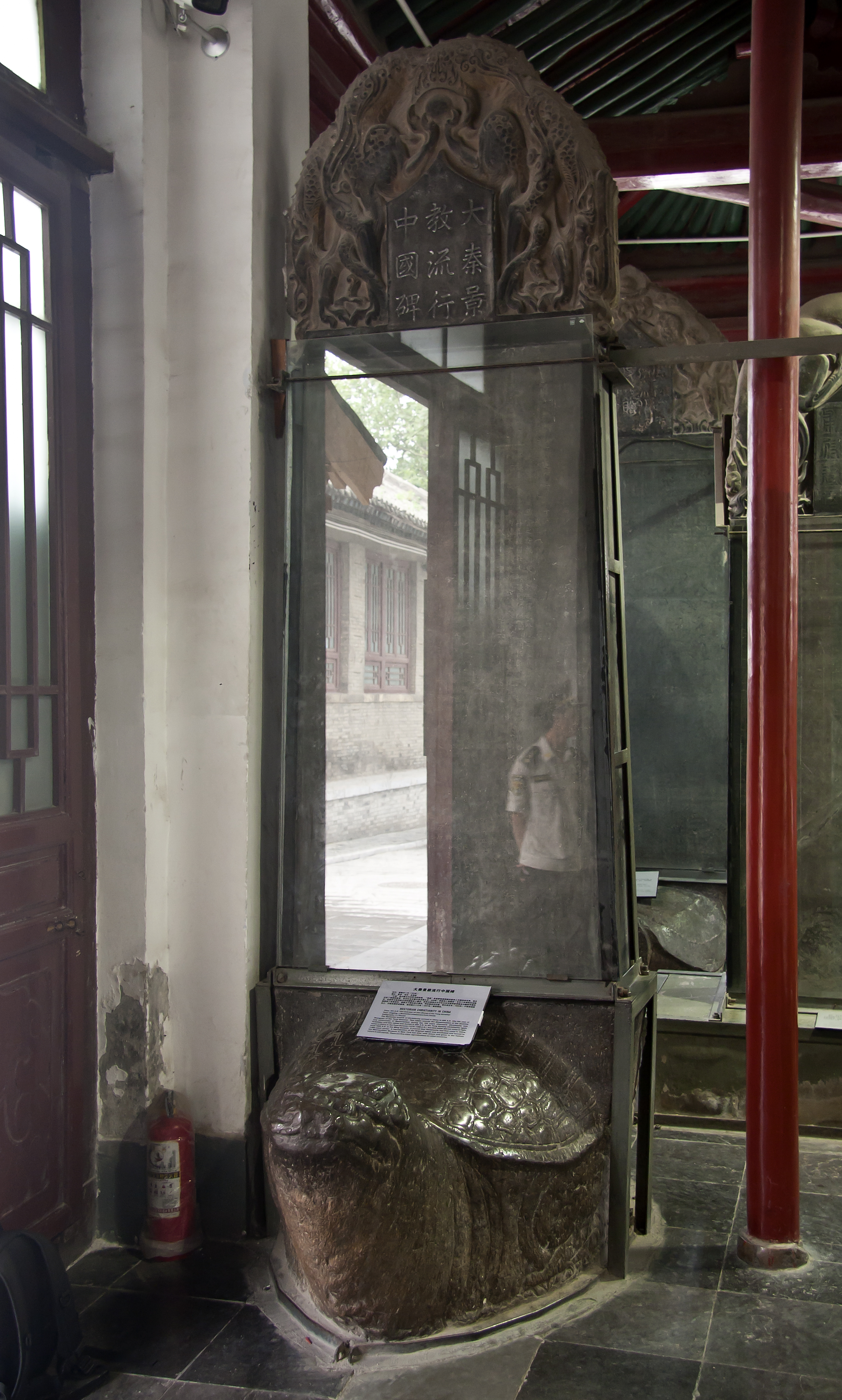
現在位於西安碑林中的景教碑（全图）

这块石碑上说的是唐太宗貞觀年间，有一个从古波斯来的传教士叫阿罗本，历经跋涉进入中国，沿着于阗等西域古国、经河西走廊来到京师长安。他拜谒了唐天子太宗，要求在中国传播基督教。此后唐太宗降旨准许他们传教，景教开始在长安等地传播起来，也有景教经典《尊经》翻成中文的记载。碑文还引用了大量儒、佛、道三教经典和中国史书中的典故来阐述景教教义，讲述人类的堕落、弥赛亚的降生、救世主的事迹等。碑文虽係波斯传教士撰写，但他的中文功底極其深厚。
碑文正文

大秦寺僧景净述。
若常然真寂，先先而無元，窅然靈虗，後後而妙有。惣玄摳而造化，妙衆聖以元尊者，其唯　我三一妙身无元真主阿羅訶歟？判十字以㝎四方，皷元風而生二氣。暗空易而天地開，日月運而晝夜作。匠成厏物，然立初人。別賜良和，令鎮化海。渾元之性，虗而不盈。素蕩之心，夲無希嗜。洎乎娑殫施妄，鈿飾純精。閒平大扵此是之中，隟冥同於彼非之內。是以三百六十五種，肩随結轍。𥪰織法羅，或𢫾物以託宗，或空有以淪二，或禱祀以邀福，或伐善以矯人。智慮營營，恩情役役。茫然無得，煎迫轉燒，積昧亡途，久迷休復。於是　我三一分身㬌尊弥施訶戢隱真威，同人出代。神天宣慶，室女誕聖於大秦。㬌宿告祥，波斯覩耀以来貢，圓卄四聖有說之舊法，理家國扵大猷。設　三一浄風無言之新教，陶良用於正信。制八境之度，鍊塵成真。啟三常之門，開生滅死。懸㬌日以破暗府，魔妄於是乎悉摧。棹慈航以登明宮，含靈扵是乎既濟。能事斯畢，亭午昇真。經留廿七部，張元化以發靈開。法浴水風，滌浮華而潔虗白。印持十字，融四照以合無抅。擊木震仁惠之音，東礼趣生榮之路。存鬚所以有外行，削頂所以無內情。不畜臧獲，均貴賤於人。不聚貨財，示罄遺於我。齋以伏識而成，戒以靜慎為固。七時礼讚，大庇存亡。七日一薦，洗心反素。真常之道，妙而難名，㓛用昭彰，強稱㬌教。惟道非聖不弘，聖非道不大。道聖符契，天下文明。　太宗文皇帝，光華啓運，明聖臨人，大秦國有上德曰阿羅本，占青雲而載真經，望風律以馳艱險。貞觀九祀，至扵長安。　帝使宰臣房公玄齡，惣仗西郊，賔迎入內。翻𦀰書殿，問道禁闈。深知正真，特令傳授。貞觀十有二年秋七月，詔曰︰「道無常名，聖無常體，随方設教，密濟群生。大秦國大德阿羅夲，逺将𦀰像，来獻上亰，詳其教旨，玄妙無為，觀其元宗，生成立要。詞無繁說，理有忘筌，濟物利人，宜行天下。所司即於亰義寧坊造大秦寺一所，度僧廿一人。宗周德喪，青駕西昇。巨唐道光，㬌風東扇。旋令有司將　帝寫真轉摸寺壁。天姿汎彩，英朗㬌門。聖迹騰祥，永輝法界。案《西域圖記》及漢魏史策︰大秦國，南統珊瑚之海，北極衆寶之山；西望仙境花林，東接長風弱水；其土出火𦀸布、返䰟香、明月珠、夜光璧；俗無寇盜，人有樂康。法非㬌不行，主非德不立。土宇廣濶，文物昌明。　髙宗大帝，克恭纘祖，潤色真宗；而扵諸州各置㬌寺，仍崇阿羅夲為鎮國大法主。法流十道，國冨元休；寺滿百城，家殷㬌福。聖曆年，釋子用壯，騰口於東周。先天末，下士大笑，訕謗於西鎬。有若僧首羅含，大德及烈，並金方貴緒，物外髙僧，共振玄網，俱維絶紐。　玄宗至道皇帝，令寧國等五王，親臨福宇，建立壇場。法棟暫橈而更崇，道石時傾而復正。天寶初，令大将軍髙力士，送　五聖寫真，寺內安置；賜絹百疋，奉慶睿圖。龍髯雖逺，弓劒可攀；日角舒光，天顏咫尺。三載，大秦國有僧佶和，瞻星向化，望日朝尊。詔僧羅含、僧普論等一七人，與大德佶和，於興慶宮修㓛德。於是天題寺牓，額戴龍書；寶裝璀翠，灼爍丹霞；睿扎宏空，騰淩激日。寵賚比南山峻極，沛澤與東海齊深。道無不可，所可可名；聖無不作，所作可述。　肅宗文明皇帝，於靈武等五郡，重立㬌寺。元善資而福祚開，大慶臨而皇業建。　代宗文武皇帝，恢張聖運，從事無為。每於降誕之辰，錫天香以告成㓛，頒御饌以光㬌衆。且𠃵以美利，故能廣生。聖以體元，故能亭毒。　我建中聖神文武皇帝，披八政以黜陟幽明，闡九疇以惟新㬌命。化通玄理，祝無愧心。至扵方大而虗，專靜而恕，廣慈救衆苦，善貸被羣生者，我修行之大猷，汲引之階漸也。若使風雨時，天下靜，人能理，物能清，存能昌，歿能樂，念生響應，情發目誠者，我㬌力能事之㓛用也。大施主金紫光祿大夫、同朔方節度副使、試殿中監、賜紫袈裟僧伊斯，和而好惠，聞道勤行。逺自王舍之城，聿来中夏，術髙三代，藝博十全。始効節於丹庭，乃策名於王帳。中書令汾陽郡王郭公子儀，初惣戎於朔方也，　肅宗俾之從邁。雖見親於卧內，不自異於行間。為公爪牙，作軍耳目。能散祿賜，不積於家。獻臨恩之頗黎，布辞憩之金罽。或仍其舊寺，或重廣法堂。崇飾廊宇，如翬斯飛。更効㬌門，依仁施利，每嵗集四寺僧徒，虔事精供，俻諸五旬。餧者来而飰之，寒者来而衣之，病者療而起之，死者葬而安之。清節達娑，未聞斯美。白衣㬌士，今見其人。願刻洪碑，以揚休烈。詞曰︰　真主元元，湛寂常然。㩲輿匠化，起地立天。分身出代，救度無邊。日昇暗滅，咸證真玄。赫赫文皇，道冠前王；乗時撥乱，𠃵廓坤張。明明㬌教，言歸我唐。翻經建寺，存歿舟航；百福偕作，萬邦之康。　髙宗纂祖，更築精宇，和宮敞朗，遍滿中土。真道宣明，式封法主；人有樂康，物無灾苦。玄宗啓聖，克修真正；御牓揚輝，天書蔚映。皇圖璀璨，率土髙敬；庶績咸熙，人賴其慶。　肅宗来復，天威引駕；聖日舒晶，祥風掃夜。祚歸皇室，祆氛永謝；止沸㝎塵，造我區夏。　代宗孝義，德合天地；開貸生成，物資美利。香以報㓛，仁以作施；暘谷来威，月窟畢萃。　建中統極，聿修明德；武肅四溟，文清萬域。燭臨人隱，鏡觀物色；六合昭蘇，百蠻取則。道惟廣兮應惟宻，強名言兮演三一；主能作兮臣能述，建豊碑兮頌元吉。
大唐建中二年嵗在作噩太蔟月七日大耀森文日建立，時法主僧寧恕知東方之㬌衆也。ܒܝܘܡܝ ܝܐܒܐ ܕܐܒܗ ܬܐܡܪ ܚܢܢܝܫܘܥܩܬܘܠܝܩܐ ܦܛܪܝܪܥܝܣ‬
朝議郎前行台州司士參軍呂秀巖書
助檢校試太常卿賜紫袈裟寺主僧業利

## 出土地点
大秦景教流行中国碑的出土地点有两种说法，盩厔说和长安说：
- 盩厔出土说：根據蘇軾《南山記行》詩：“至寶雞、虢、郿、盩厔四縣，並南山而西，至樓觀、大秦寺。”，毛尔（Moule）、冯承钧与向达都持《大秦景教流行中国碑》出土于盩厔说。[11]
- 伯希和、徐光启、李之藻、桑原骘藏、石田干之助等认为《大秦景教流行中国碑》出土于西安府金胜寺。[11]

1928年，向达到盩厔、樓觀考察，在樓觀西五里处发现大秦寺遺跡。寺内有《五峰丘木山大秦禪寺鑄鐘銘》：“……唐太宗敕賜丞相魏徵大將尉遲恭起蓋監修……”

## 流行文化
電視劇《長安十二時辰》第20集中，景教教士敬德僧（福樂克飾）遞給檀棋（熱依扎飾）的宣教傳單上所寫內容取自大秦景教流行中國碑的碑文。

### 引用
1. ↑  傅里茨·何乐模. . 上海: 上海科学技术文献出版社. (2011年3月. ISBN 9787543947856 （中文（简体））.
2. ↑  《大秦景教流行中国碑》：大秦國有上德曰阿羅本，占青雲而載真經，望風律以馳艱險。貞觀九祀，至扵長安。　帝使宰臣房公玄齡，惣仗西郊，賔迎入內。翻𦀰書殿，問道禁闈。深知正真，特令傳授。
3. ↑  《大秦景教流行中国碑》：貞觀十有二年秋七月，詔曰︰「道無常名，聖無常體，随方設教，密濟群生。大秦國大德阿羅夲，逺将𦀰像，来獻上亰，詳其教旨，玄妙無為，觀其元宗，生成立要。詞無繁說，理有忘筌，濟物利人，宜行天下。所司即於亰義寧坊造大秦寺一所，度僧廿一人。
4. ↑  罗振玉著《俑庐日札》甲戌重订本
5. ↑  朱谦之著《中国景教》96-97页  人民出版社 1993 ISBN 978-7-01-002626-8.
6. ↑  . クリスチャントゥデイ. 2014-11-10  [2020-05-03]. （原始内容存档于2020-05-18） （日语）.
7. ↑  .   [2016-04-22]. （原始内容存档于2015-10-14）.
8. ↑  Keevak 2008，第125頁
9. ↑  . 福音时报. 2016-03-10  [2018年8月28日]. （原始内容存档于2018年8月28日）.
10. ↑  . 维基文库.   [2020-05-03]. （原始内容存档于2020-04-18）.
11. 1 2  朱谦之著《中国景教》79页
12. ↑  《唐代长安与西域文明·附錄二盩厔大秦寺略記 》105-111页 ISBN 7-5434-4327-X